# Ніл Берґер
Ніл Норман Берґер (англ. Neil Norman Burger, *1 січня 1964 р., Коннектикут) — американський кінорежисер, сценарист і продюсер, відомий своїми фільмами «Інтерв’ю з убивцею», «Ілюзіоніст», «Області темряви», «Дивергент».
Ніл Берґер народився в ніч на 1 січня 1964 року, відвідував середню школу в місті Гринвіч, штат Коннектикут. Закінчив Єльський університет за спеціальністю «образотворче мистецтво».
Із 1997 року одружений з архітекторкою Дайаною Ворнер Келлоґ.
У 1980-х роках займався експериментальним кіно, знімав відеокліпи для альтернативних рок-груп (Meat Puppets тощо), у 1991 році став автором ідеї та реалізував серію роликів для MTV "Books: Feed Your Head".
Першим фільмом Берґера став псевдодокументальний фільм «Інтерв’ю з убивцею» (англ. Interview with the Assassin) 2002 року. Ніл Берґер — сценарист, продюсер і режисер кількох відомих фільмов останніх років: «Ілюзіоніст» (англ. The Illusionist, 2006), «Області темряви» (Limitless, 2011), «Дивергент» (Divergent, 2014).

## Фільмографія
| Рік  | Назва                                 | Оригінальна назва               | Режисер | Сценарист | Продюсер |
| ---- | ------------------------------------- | ------------------------------- | ------- | --------- | -------- |
| 1991 | Книги: Годуй свій мозок (ТВ-серіал)   | Books: Feed Your Head           | Так     |           |          |
| 2002 | Інтерв’ю з убивцею                    | Interview with the Assassin     | Так     | Так       |          |
| 2006 | Ілюзіоніст                            | The Illusionist                 | Так     | Так       |          |
| 2008 | Крутий поворот                        | The Lucky Ones                  | Так     | Так       | Так      |
| 2011 | Області темряви                       | Limitless                       | Так     |           |          |
| 2012 | Актив (ТВ-фільм)                      | The Asset                       | Так     |           |          |
| 2014 | Дивергент (або Дівергент)             | Divergent                       | Так     |           |          |
| 2015 | Інсургент                             | The Divergent Series: Insurgent |         |           | Так      |
| 2015 | Області темряви (ТВ-серіал, 1 епізод) | Limitless                       |         |           | Так      |
| 2016 | Мільярди (телесеріал, 2 епізоди)      | Billions                        | Так     |           |          |
| 2016 |                                       | The Divergent Series: Allegiant |         |           | Так      |
| 2016 | Суд присяжних (телесеріал)            | The Jury                        | Так     |           |          |
| 2021 | Покоління Вояджер                     | Voyagers                        | Так     | Так       |          |
| 2023 | Дочка болотного короля                | The Marsh King's Daughter       | Так     |           |          |
| 2025 | Спадок                                | Inheritance                     | Так     | Так       |          |